# Джани Ривера
Джани Ривера (на италиански: Gianni Rivera) е бивш италиански футболист и носител на Златна топка на Европа през 1969 г. Роден е на 18 август 1943 г. в Алесандрия. Той е един от най-добрите играчи в историята на играта. След 1987 г. е политик. Той е наречен Златното момче на италианския футбол.

## Кариера
Продукт е на школата на Алесандрия и прави дебюта си в Серия А с този отбор. Това се случва в мач срещу Интер на 2 юни 1959 г., когато Ривера е едва на петнадесет-годишна възраст. След 26 мача и 6 гола с Алесандрия следва преминаване в Милан за рекордните за времто си 200 000 долара. През 1962 г. Ривера печели първото си скудето с новия тим, а на 13 май същата година прави и дебюта си за националния отбор и то на Световно първенство срещу Западна Германия.
Поради победата си в „скаудето“ от 1962 г., Милан се класира в турнира за Купата на европейските шампиони през 1962 г., която най-накрая спечелва, побеждавайки Бенфика с 2-1 на финала. За отличните изяви на Ривера му е присъдено второто място в класирането за „Златната топка“, спечелена от вратаря на Русия Лев Яшин.
През сезон 1967/1968 г. Ривера печели с АК Милан както титлата, така и Купата на носителите на купи. През 1968 г. той играе в отбора на Италия, която печели европейското първенство. През следващия сезон Ривера отново спечелва Купата на европейските шампиони с Милан и този път получава най-престижната европейска награда Златна топка на Европа.
Той играе със Скуадра адзура (италианския национален отбор) на СП 1970 г. в Мексико и прави много силна игра. Големият мач на Джани Ривера е на оспорвания полуфинал срещу Германия, наречен „мач на века“. Отборът му води почти през цялата среща с 1-0, но получава изравнителен гол в последната минута на редовното време и следват продължения. Така за 22 минути падат 5 гола при редуващо се обръщане на резултата. „Златното момче“ на италианския футбол в 111-а минута вкарва победния гол за отбора си, който печели с 4-3. Ривера и съотборниците му не успяват да се възстановят напълно от изтощителния двубой и на финала Италия губи от Бразилия с 1-4. Той също играе на СП 1974 г., когато италианците са елиминирани от силния състав на Полша с 1-2. Това е краят на кариерата на Ривера в националния отбор, за който той изиграва в 63 мача и вкарва 15 гола.
Ривера играе в Милан на два финала за Купата на носители на купа, един през 1973 г. и друг през 1974 г.; първият е спечелен, а вторият загубен. Освен това той спечелва с отбора на червено-черните две поредни титли в Италия през 1972 и 1973 г. Милан спечелва и няколко италиански купи през 70-те години, но без Ривера в повечето от тях, който има забрана заради неговите изявления срещу италианските рефери.
Ривера печели последното си скудето като играч с Милан през 1979 г. За цялата си кариера той изиграва 501 срещи и вкарва 122 гола за този отбор.
След като завършва активната си спортна кариера, Ривера се включва в италианския политически живот и бива избран за член на парламента. Пеле включва Ривера в 100-те на ФИФА през март 2004 г.

## Трофеи
- 1 Златна топка на Европа - 1969
- 1 Междуконтинентална купа
- 1 купа и златен медал от Европейско първенство - 1968
- 1 Сребърна топка на Европа - 1963
- 1 второ място и сребърен медал от световно първенство - 1970
- 2 купи на европейските шампиони (КЕШ)
- 2 купи на носителите на национални купи (КНК)
- 3 шампионски титли на Италия
- 4 купи на Италия
- 1 голмайсторска титла в италианското първенство